# Alfonso III d'Aragona
Alfonso, detto il Liberale (el Liberal), ma anche il Franco (el Franc) (Alfonso anche in spagnolo, Alfons in catalano, Alifonso in aragonese, e Adefonsus o Alfonsus in latino; Valencia, 4 novembre 1265 – Barcellona, 18 giugno 1291), è stato Re Alfonso III di Aragona, Alfonso I di Valencia, conte Alfonso II di Barcellona e delle altre contee catalane (1285-1291) e dal 1286 anche re Alfonso I di Maiorca.

## Origine
Figlio primogenito del re d'Aragona, di Valencia e conte di Barcellona e altre contee catalane, Pietro III il Grande e di Costanza di Sicilia, figlia del re di Sicilia Manfredi (figlio illegittimo dell'imperatore Federico II di Svevia) e di Beatrice di Savoia (1223 – 1259).

## Biografia

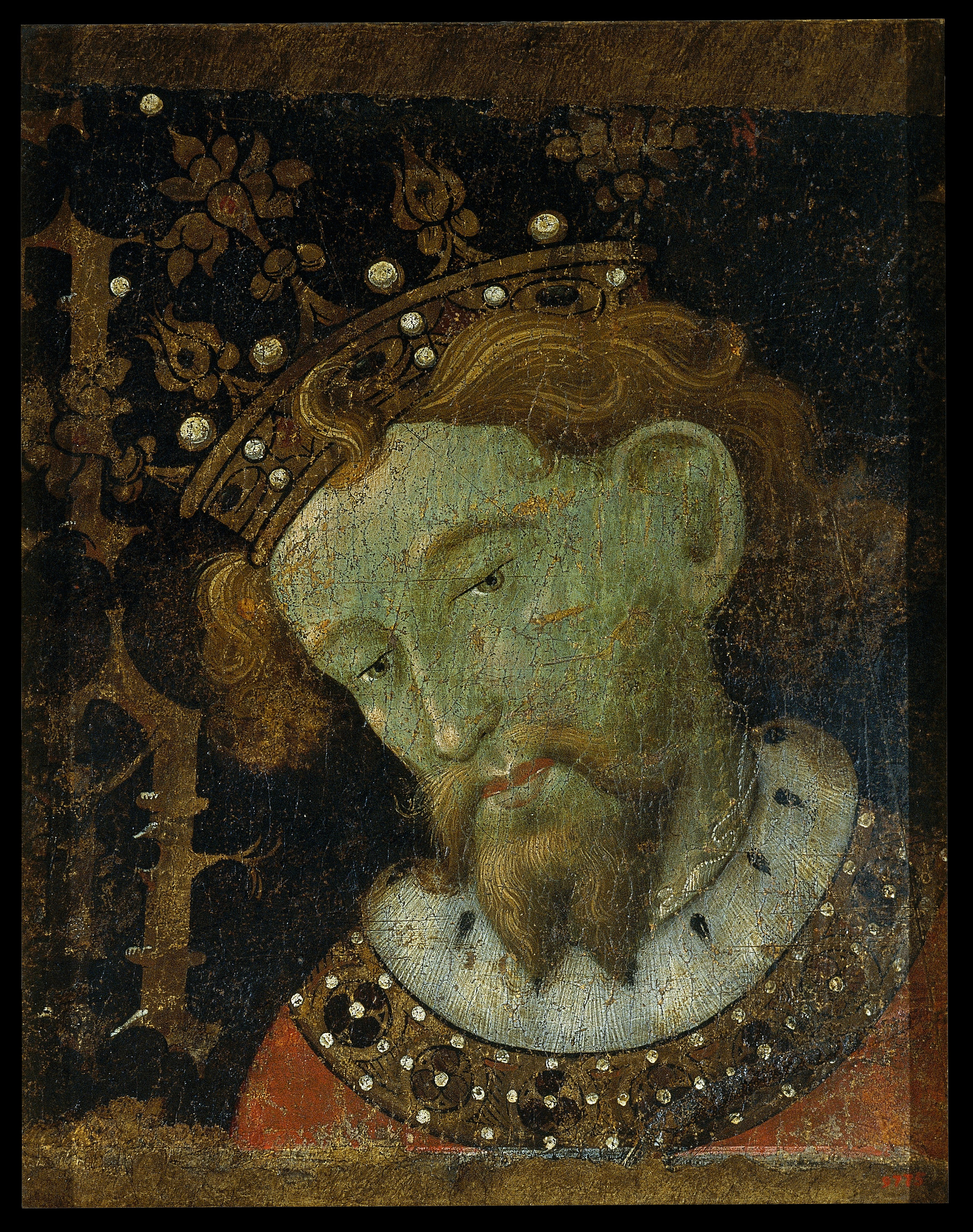
Alfonso III d'Aragona.

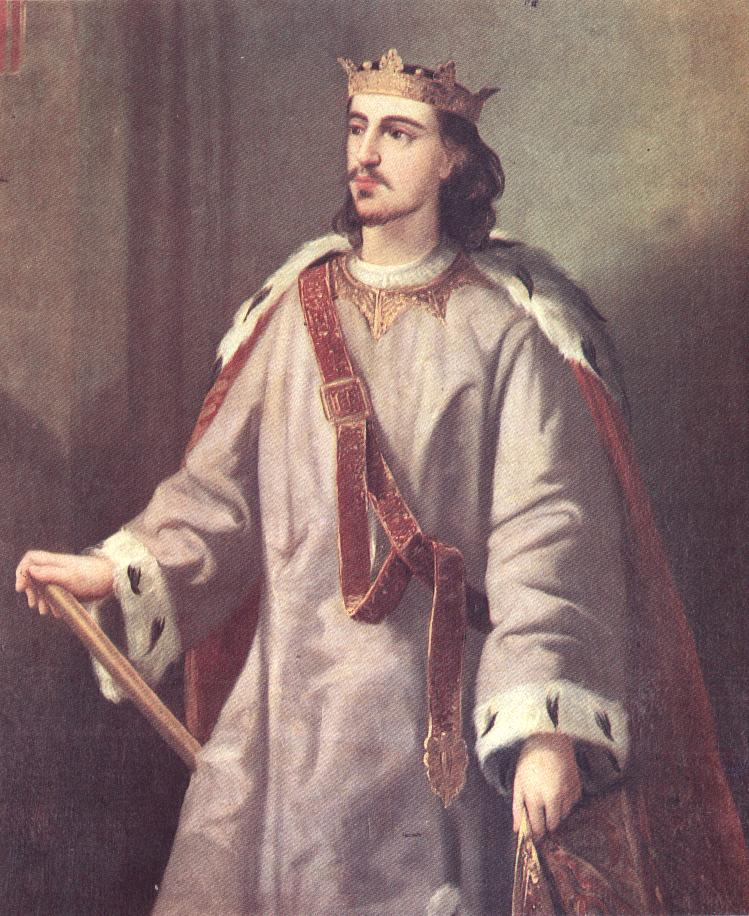
Alfonso III d'Aragona.

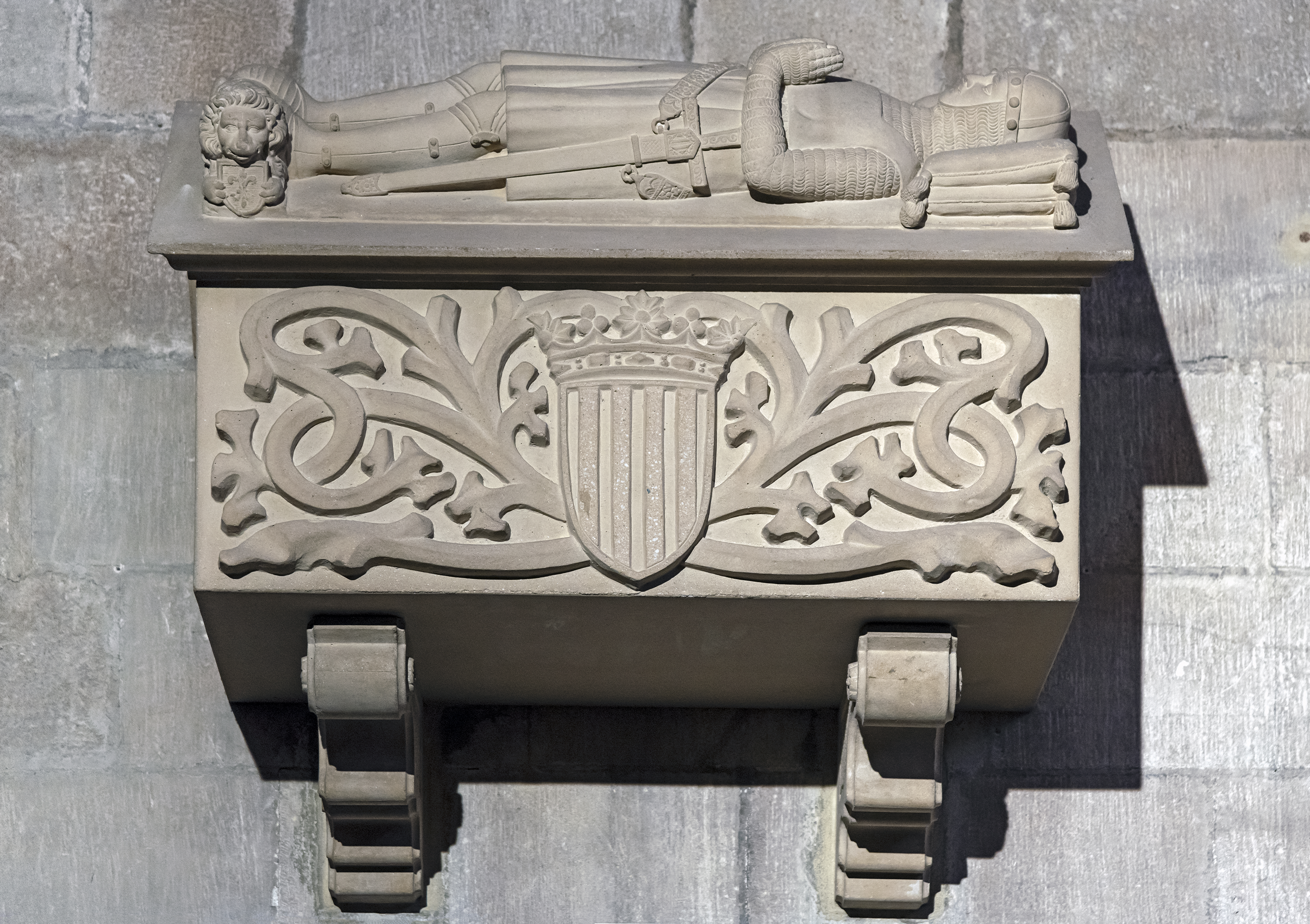
La sua tomba

Secondo la Cronaca piniatense, Alfonso era il figlio primogenito dei tre figli maschi ancora in vita (gli altri due erano Giacomo e Federico; mentre l'ultimogenito, Pietro, era morto giovane) di Pietro e di Costanza.
Alfonso, il 15 agosto 1290, sposò, per procura, Eleonora d'Inghilterra, figlia del re d'Inghilterra Edoardo I e di Eleonora di Castiglia, dopo circa quattro anni di fidanzamento (il contratto era stato stipulato, nel 1286). Il matrimonio non fu mai consumato, in quanto Edoardo I rifiutò di mandare la figlia Eleonora in Aragona, fintanto che il re Alfonso III e tutti i suoi parenti fossero rimasti colpiti dall'interdetto papale, per via della mancata restituzione della Sicilia agli angioini.
Nel 1285 ricevette incarico dal padre Pietro III il Grande di conquistare il regno di Maiorca, togliendolo allo zio, il re di Maiorca Giacomo II, che aderendo alla crociata indetta dal papa Martino IV, nel 1284 e nel giugno-settembre del 1285, aveva dato aiuto, nei suoi possedimenti francesi, all'esercito del re di Francia Filippo l'Ardito.
Alla morte del padre, nel novembre del 1285, in quanto figlio maggiore gli succedette sul trono di Aragona e di Valencia e nelle contee catalane, mentre il secondogenito, Giacomo il Giusto gli succedette sul trono di Sicilia, anche se il padre sul letto di morte aveva rinunciato a quel regno (di Sicilia).
Nel corso del 1286 portò a termine l'incarico ricevuto dal padre e oltre a Maiorca conquistò anche l'isola delle Pitiuse, Ibiza. Poi passò all'isola di Minorca e, nel 1287, portò a compimento la conquista dell'isola, tolta all'emiro Abû'Umar, vassallo prima di Giacomo I e poi di Giacomo II, accusato di essersi alleato con gli Angioini e poi con i crociati francesi. Minorca fu ripopolata con popolazioni catalane (secondo il cronista Ramon Muntaner de bona gent de catalans).
In politica interna dovette subire la ribellione a più riprese dell'aristocrazia aragonese, che si sentiva trascurata dalla monarchia che per le sue imprese si poggiava più sulla borghesia mercantile catalana, così dopo le cortes, del 1286, di giugno a Saragozza e di ottobre a Huesca Alfonso, prima dovette concedere dei privilegi all'Unione Aragonese, nel 1287; poi dovette reprimere delle ribellioni e dopo la riunione delle cortes del 1289, a Monzón, Alfonso riuscì a ottenere, con l'aiuto di catalani e valenziani, un potere della corona d'Aragona, più rafforzato e centralizzato, a scapito soprattutto della nobiltà aragonese.
Dato che il re di Castiglia Sancho IV aveva preso posizioni sempre più filofrancesi, nel settembre del 1288, a Jaca, partecipò alla proclamazione di Alfonso de la Cerda (figlio di Ferdinando de la Cerda, primogenito, premorto al padre, nel 1275, del re di Castiglia Alfonso X il Saggio, a sua volta morto nel 1284, che assieme al fratello Ferdinando erano detti gli infanti de la Cerda, a cui il re di Aragona, suo padre Pietro III d'Aragona, aveva dato asilo) a re di Castiglia, che portò i due regni di Castiglia e di Aragona a una guerra di frontiera, con battaglie nell'aprile e luglio del 1289, settembre del 1290 e febbraio del 1291.
In politica estera, dato che teneva prigioniero in Aragona il capo della casa angioina, il re di Napoli Carlo lo Zoppo, Alfonso III ricevette le varie delegazioni (papato, Francia e Inghilterra) che ne sollecitavano la liberazione (anche la moglie Eleonora lo sollecitava a liberarlo). Dopo che un primo accordo, preso a Oléron, nel 1287, fu bocciato dal papa Niccolò IV, il 27 ottobre 1288 a Canfranc, nel nord dell'Aragona, fu trovato l'accordo e Carlo II venne liberato in cambio dei tre figli che rimasero in ostaggio al suo posto. Dato che la guerra in Sicilia riprese Alfonso inviò l'ammiraglio Ruggero di Lauria in aiuto del fratello, il re di Sicilia, Giacomo il Giusto (futuro re d'Aragona). Nel febbraio del 1291, a Tarascona, riuscì a fare la pace con il papato (che continuava a sostenere Carlo di Valois come re d'Aragona) e la Francia: disconobbe i diritti del fratello Giacomo sulla Sicilia e in cambio Carlo di Valois rinunciò ai diritti sul regno d'Aragona, ottenendo le contee d'Angiò e del Maine insieme alla mano di Margherita, figlia di Carlo II lo Zoppo di Napoli, che avrebbe dovuto rientrare in possesso della Sicilia, ora che Giacomo il Giusto non aveva più l'appoggio del regno d'Aragona.
Ancora secondo la Cronaca piniatense Alfonso III morì all'improvviso, a 25 anni, il 18 giugno del 1291 e fu tumulato nel convento dei frati minori di Barcellona.
Alfonso, dato che non aveva discendenza, lasciò i regni di Aragona, Valencia e Maiorca al fratello Giacomo, che, nelle disposizioni di Alfonso, avrebbe dovuto lasciare il regno di Sicilia al terzo fratello Federico.

## Alfonso III nella Divina Commedia

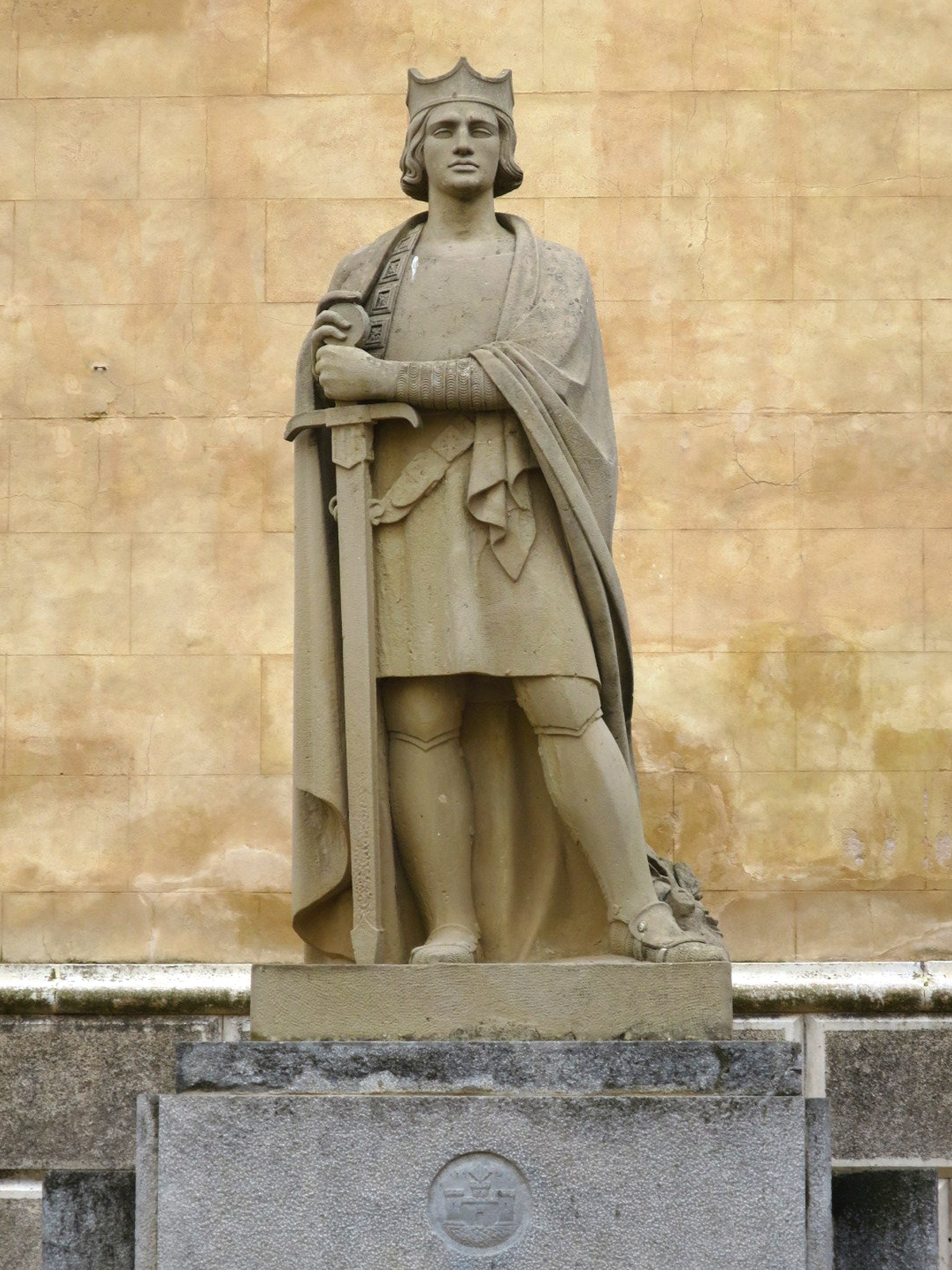
Alfonso III d'Aragona.

Nella Divina Commedia Dante cita Alfonso III, nel Settimo canto del Purgatorio incontrandolo, come il padre Pietro III il Grande, il fratello Giacomo il Giusto, Carlo I d'Angiò e Filippo III di Francia, fuori dai cancelli del Purgatorio, nella Valletta dei Principi dell'Antipurgatorio, per la continua lotta che li oppose, insieme agli altri monarchi da lui ritenuti colpevoli per la disastrosa situazione politica nell'Europa del XIII secolo; Dante cita ancora Giacomo il Giusto nel Terzo canto del Purgatorio, dove cita anche il fratello Federico, nelle parole di suo nonno Manfredi di Sicilia, che si trova fuori dai cancelli del Purgatorio, nel primo ripiano dell'antipurgatorio.

## Ascendenza
|                       |                       |                        | Genitori                      |  |  | Nonni |  |  | Bisnonni             |  |  | Trisnonni            |  |
|                       |                       |                        |                               |  |  |       |  |  | Pietro II di Aragona |  |  | Alfonso II d'Aragona |  |
|                       |                       |                        |                               |  |  |       |  |  | Pietro II di Aragona |  |  | Alfonso II d'Aragona |  |
|                       |                       | Sancha di Castiglia    |                               |  |  |       |  |  | Pietro II di Aragona |  |  |                      |  |
| Giacomo I d'Aragona   |                       |                        |                               |  |  |       |  |  | Pietro II di Aragona |  |  |                      |  |
|                       |                       | Maria di Montpellier   | Guglielmo VIII di Montpellier |  |  |       |  |  |                      |  |  |                      |  |
|                       |                       | Maria di Montpellier   | Guglielmo VIII di Montpellier |  |  |       |  |  |                      |  |  |                      |  |
|                       |                       | Maria di Montpellier   | Eudocia Comnena               |  |  |       |  |  |                      |  |  |                      |  |
| Pietro III d'Aragona  |                       | Maria di Montpellier   |                               |  |  |       |  |  |                      |  |  |                      |  |
|                       |                       | Andrea II d'Ungheria   | Béla III d'Ungheria           |  |  |       |  |  |                      |  |  |                      |  |
|                       |                       | Andrea II d'Ungheria   | Béla III d'Ungheria           |  |  |       |  |  |                      |  |  |                      |  |
|                       |                       | Andrea II d'Ungheria   | Agnese d'Antiochia            |  |  |       |  |  |                      |  |  |                      |  |
| Iolanda d'Ungheria    |                       | Andrea II d'Ungheria   |                               |  |  |       |  |  |                      |  |  |                      |  |
|                       |                       | Iolanda di Courtenay   | Pietro II di Courtenay        |  |  |       |  |  |                      |  |  |                      |  |
|                       |                       | Iolanda di Courtenay   | Pietro II di Courtenay        |  |  |       |  |  |                      |  |  |                      |  |
|                       |                       | Iolanda di Courtenay   | Iolanda di Fiandra            |  |  |       |  |  |                      |  |  |                      |  |
| Alfonso III d'Aragona |                       | Iolanda di Courtenay   |                               |  |  |       |  |  |                      |  |  |                      |  |
|                       | Federico II di Svevia | Enrico VI di Svevia    |                               |  |  |       |  |  |                      |  |  |                      |  |
|                       | Federico II di Svevia | Enrico VI di Svevia    |                               |  |  |       |  |  |                      |  |  |                      |  |
|                       | Federico II di Svevia | Costanza d'Altavilla   |                               |  |  |       |  |  |                      |  |  |                      |  |
| Manfredi di Sicilia   | Federico II di Svevia |                        |                               |  |  |       |  |  |                      |  |  |                      |  |
|                       |                       | Bianca Lancia          | Bonifacio I d'Agliano         |  |  |       |  |  |                      |  |  |                      |  |
|                       |                       | Bianca Lancia          | Bonifacio I d'Agliano         |  |  |       |  |  |                      |  |  |                      |  |
|                       |                       | Bianca Lancia          | Bianca Lancia                 |  |  |       |  |  |                      |  |  |                      |  |
| Costanza di Sicilia   |                       | Bianca Lancia          |                               |  |  |       |  |  |                      |  |  |                      |  |
|                       |                       | Amedeo IV di Savoia    | Tommaso I di Savoia           |  |  |       |  |  |                      |  |  |                      |  |
|                       |                       | Amedeo IV di Savoia    | Tommaso I di Savoia           |  |  |       |  |  |                      |  |  |                      |  |
|                       |                       | Amedeo IV di Savoia    | Margherita di Ginevra         |  |  |       |  |  |                      |  |  |                      |  |
| Beatrice di Savoia    |                       | Amedeo IV di Savoia    |                               |  |  |       |  |  |                      |  |  |                      |  |
|                       |                       | Margherita di Borgogna | Ugo III di Borgogna           |  |  |       |  |  |                      |  |  |                      |  |
|                       |                       | Margherita di Borgogna | Ugo III di Borgogna           |  |  |       |  |  |                      |  |  |                      |  |
|                       |                       | Margherita di Borgogna | Beatrice di Albon             |  |  |       |  |  |                      |  |  |                      |  |
|                       |                       | Margherita di Borgogna |                               |  |  |       |  |  |                      |  |  |                      |  |

## Discendenza
Alfonso ed Eleonora non ebbero discendenti, in quanto il matrimonio non fu mai consumato e, secondo il cronista Ramon Muntaner Alfonso III era ancora vergine, non avendo mai avuto contatti con una donna (il était parfaitement vierge, n´ayant jamais approché de femme).